# Arvid Månsson Stierna
Arvid Månsson Stierna, död 16 februari 1596, var en svensk ryttmästare och häradshövding.

## Biografi
Stierna var son till lagmannen Måns Pedersson och Brita Jönsdotter. Han blev 15 april 1591 ryttmästare vid en fana i Småländskt fotfolk och 26 mars 1594 häradshövding i Tunaläns härad. Stierna avled 1596 och begravdes i Bredaryds kyrka.
Stierna ägde gårdarna Säby i Bäckaby socken och Gärdanäs i Unnaryds socken som han fick vid ett arvsskifte efter sina föräldrar 8 april 1578. Han ägde även Svanaholm i Ås socken, vilket säterie han byggde på Flatteryds ägor.

### Familj
Stierna var gift med Catharina Ribbing (död före 1616). Hon var dotter till ståthållaren Nils Ribbing och Anna Olofsdotter Stenbock. Catharina Ribbing var änka efter ståthållaren Brynte Birgersson Lillie af Aspenäs. Stiernas och Ribbings barn dog alla i späd ålder.